# Terschelling
Terschelling est une île et une commune néerlandaise de Frise. La commune comprend également la petite île de Griend.

## Activité
L'île accueille chaque année au mois de juin, pendant dix jours, le festival Oerol (en).